# Adam А500
Adam A500 — шестиместный (1+5) гражданский бизнес-самолёт разработан и выпускаемый американской компанией «Adam Aircraft, Inc» с 2005 года.

## Описание
Adam A500 ориентирован на нижний ценовой сегмент рынка бизнес-авиации. При проектировании самолёта разработчики старались минимизировать расходы его будущих владельцев на содержание и эксплуатацию самолёта, однако, при этом, придать ему наилучшие лётные характеристики. Это стало причиной выбора поршневых, а не реактивных двигателей.
При проектировании самолёта за основу был взят разработанный Бертом Рутаном и построенный компанией «Scaled Composites» в 2000 году рамный самолёт M-309 CarbonAero.
Самолёт построен по схеме «тяни-толкай», когда два винта размещаются впереди и сзади самолёта. Первый винт (тянущий) тянет самолёт вперёд, а второй (толкающий) подталкивает его сзади. Оба двигателя марки TSIO 550E, производства компании «Teledyne Continental Motors», размещены внутри фюзеляжа самолёта. В противоположных его концах установлены винты. Такое решение позволило увеличить скорость, вплотную подведя её к скорости реактивных самолётов.
При такой схеме расположения винтов пилоту необходим дополнительный навык по управлению самолётом. Однако рамная конструкция делает разницу между управлением самолётом такой конфигурации и обычным винтовым самолётом с двумя двигателями практически незаметной. Также рамная конструкция позволяет вести горизонтальный полёт и управлять самолётом даже при выходе из строя одного из двигателей.
Самолёт практически полностью построен из композитных материалов, что существенно снижает его массу, и, следовательно, расход топлива. Также масса самолёта положительно влияет и на его скорость.
Всё это позволило свести к минимуму затраты как на содержание самолёта, так и на его эксплуатацию. По утверждению компании-производителя эксплуатационные затраты составляют 0,75 доллара США на 1 км полёта.

## Конструкция
А500 представляет собой двухбалочный моноплан П-образным хвостовым оперением, оснащенный двумя опозитными поршневыми двигателями Teledyne Continental Motors TSIO-550-E мощностью по 350 л.с. с турбокомпрессорами. В задней части фюзеляжа расположены два верхних воздухозаборника, через которые осуществляется охлаждение заднего двигателя.
Конструкция планера выполнена в основном из композиционных материалов с широким применением углеволокна. Вся поверхность самолета гладкая, что позволило обеспечить хорошую аэродинамику фюзеляжа. Носки крыла и горизонтального оперения выполнены легкосъемными, что дает возможность быстрой установки противообледенительной системы.
Каждый двигатель оснащен 100-амперным генератором переменного тока, аккумуляторов два. В случае отказа одного двигателя или поломки генератора автоматика отключит второстепенные потребители, при этом оставшийся генератор обеспечит подзарядку обоих аккумуляторов без отключения основных потребителей. В системе управления самолетом все привода электрические.
Пассажирский салон герметизирован и снабжен эффективной звукоизоляцией. В салоне установлены кресла для 6 пассажиров. Пассажирская кабина имеет размеры: длина-4,14 м, ширина-1,37 м и высота-1,31 м. Вход в пассажирский салон осуществляется через откидывавшуюся дверь со ступеньками. В нижней части центральной гондолы находится багажное отделение.
Силовая установка - два поршневых двигателя мощностью по 350 л.с. каждый. Один двигатель расположен в передней, носовой части самолета, а другой в межхвостовой части, в результате чего тяговое усилие создается по схеме одного "тянущего" и одного "толкающего" двигателя. Это расположение двигателей позволило увеличить скорость самолета примерно на 10-15%, достигнув величины в 417 км/ч. Воздушные винты трёхлопастные.
Шасси - трехопорное. После взлета переднее колесо убирается в нишу в носовой части фюзеляжа, основные колеса убираются в ниши, расположенные в хвостовых балках.
Пилотская кабина  оборудована приборами Avidyne Entegra с двойными мультифункциональными дисплеями Garmin, всепогодным радаром и антиобледенительной системой.

## Эксплуатация
Первый полёт А500 совершил 11 июля 2002 года на испытательном гражданском полигоне в пустыне Мохава. В мае 2005 году компания сертифицировала самолёт в FAA и начала продажи заказчикам.
На октябрь 2007 года построено 7 самолётов, из которых 5 эксплуатировались. Обеспечение сервиса и выдерживание только пяти самолётов в воздухе экономически невозможно.
Самолёты имеют стандартный дизайн салона, красятся снаружи в цветовую гамму по пожеланию заказчика. Самолёт комплектуется современным аэронавигационным комплексом.
В 2006 году самолёт появился в фильме «Полиция Майами».
А500 в 2005 году получил ограниченный сертификат Федеральной Авиационной администрации. Продав первые семь самолетов, компания Adam Aircraft Industries, приостановила дальнейшие продажи для того, чтобы усовершенствовать модель. Но в феврале 2008 года все работы были приостановлены, а компания была объявлена банкротом.

## Лётные данные
| Длина, м                                   | 10,27       |
| Высота, м                                  | 2,9         |
| Размах крыла, м                            | 13,4        |
| Площадь крыла, м2                          | 15,79       |
| Максимальная ширина пассажирской кабины, м | 1,37        |
| Максимальная высота пассажирской кабины, м | 1,31        |
| Масса пустого, кг                          | 2340        |
| Максимальная взлётная, кг                  | 3197        |
| Тип двигателя                              | 2×TSIO 550E |
| Тяга, л.с.                                 | 2×350       |
| Запас топлива, л                           | 872         |
| Расход топлива, кг/ч                       | 124         |
| Максимальная скорость, км/ч                | 417         |
| Крейсерская скорость, км/ч                 | 407         |
| Дальность, км                              | 1652        |
| Перегоночная дальность, км                 | 2382        |
| Потолок, м                                 | 7620        |
| Длина разбега, м                           | 630         |
| Длина пробега, м                           | 554         |
| Грузоподъёмность, т                        | 0,75        |
| Экипаж                                     | 1           |
| Пассажиры                                  | 5           |